# ماري ترافرز
ماري ترافرز (بالإنجليزية: Mary Travers)‏ هي مغنية مؤلفة وملحنة أمريكية، ولدت في 9 نوفمبر 1936 في لويفيل في الولايات المتحدة، وتوفيت في 16 سبتمبر 2009 في دانبري في الولايات المتحدة بسبب ابيضاض الدم.

## وصلات خارجية
- الموقع الرسمي
- ماري ترافرز على موقع IMDb (الإنجليزية)
- ماري ترافرز على موقع الموسوعة البريطانية (الإنجليزية)
- ماري ترافرز على موقع روتن توميتوز (الإنجليزية)
- ماري ترافرز على موقع ميوزك برينز (الإنجليزية)
- ماري ترافرز على موقع قاعدة بيانات برودواي على الإنترنت (الإنجليزية)
- ماري ترافرز على موقع قاعدة بيانات برودواي على الإنترنت (الإنجليزية)
- ماري ترافرز على موقع إن إن دي بي (الإنجليزية)
- ماري ترافرز على موقع أول ميوزيك (الإنجليزية)
- ماري ترافرز على موقع ديسكوغز (الإنجليزية)
- ماري ترافرز على موقع قاعدة بيانات الفيلم (الإنجليزية)